# Carlos Chivite Cornago
Carlos Chivite Cornago (Zentroniko, 22 d'agost de 1956 - Pamplona, 31 de març de 2008) fou un polític basc, que fou secretari general del Partit Socialista de Navarra (PSN-PSOE) entre 2004 i 2008.
Va ser regidor de l'Ajuntament de Zentroniko (Navarra) entre 1983-1987 i batlle de l'esmentada localitat entre 1987 i 1995. També ostentà el càrrec de President de la Mancomunitat d'Aigües Kaskante, Zentroniko i Fitero (1987-1995).
Va ser elegit diputat per Navarra en les eleccions generals espanyoles de 1996, i senador per Navarra en les eleccions generals espanyoles de 2000, 2004 i 2008.
Membre de la Comissió Executiva Regional del PSN-PSOE com a Secretari de Política Institucional (1997-2000) i Secretari d'Organització (2000-2004). El juliol de 2004, sent Secretari d'Organització, va ser escollit Secretari General del Partit Socialista de Navarra (PSN-PSOE) en vèncer a Juan José Lizarbe Baztán, fins llavors Secretari General.
El setembre de 2006, malgrat la seva voluntat expressada públicament sobre això, va acordar amb la direcció federal del PSOE el nomenament de Fernando Puras Gil com a candidat del PSN a la Presidència del Govern de Navarra, proposta que va ser aprovada per unanimitat al si de la Comissió Executiva Regional i pel 99% dels vots en el Comitè Regional del PSN-PSOE. No obstant això, va continuar com a Secretari General, càrrec en el qual va viure també el rebuig del Comitè Federal del PSOE al pacte de Govern que es va assolir el 2007 amb Nafarroa Bai i IU-NEB.
En l'empresa privada, dins del sector de la construcció, ha estat Tècnic d'Administració (1974-1996).
Chivite va morir a les 13:30 del 31 de març a l'Hospital de Navarra, després d'haver ingressat l'1 a conseqüència d'una hemorràgia cerebral que va patir en un acte oficial a Lizarra.